# Angelique Van Ombergen
Angelique Van Ombergen (1989) is een Vlaamse wetenschapper en werkzaam bij het Europees Ruimteagentschap. Ze is auteur en medeauteur van verschillende wetenschappelijke publicaties, waaronder twee kinderboeken (die vertaald zijn naar het Russisch, Chinees en Koreaans). Ze schrijft artikels en blogs over wetenschap, hersenonderzoek en ruimtevaart voor onder andere Eos Wetenschap en Knack (opinie).

## Biografie
In september 2017 behaalde ze met een beurs van het Fonds voor Wetenschappelijk Onderzoek - Vlaanderen een doctoraat in de medische wetenschappen aan de Universiteit Antwerpen (UA). In een postdoctoraal onderzoek analyseerde ze hoe het brein van astronauten zich aanpast aan een ruimtereis (en won hiervoor in 2018 de Vlaamse PhD Cup). In januari 2019 ging ze aan de slag als Science Coordinator van Human Research van het Europees Ruimteagentschap. In februari 2019 werd zij door Forbes vermeld in de '30 Under 30' in de categorie ‘wetenschappen en gezondheid’. Sinds september 2019 is ze verbonden met de UA als gastprofessor.

### Noodnummer 1722
Van Ombergen ligt mee aan de basis van het alarmnummer 1722. In de zomer van 2016 probeerde haar oom tot driemaal toe tevergeefs het noodnummer 112 te bereiken. De oproep werd in de wachtrij gezet omdat er toen een fel onweer trok over verschillende delen van België. De centrale was overbelast door talrijke oproepen voor stormschade waardoor haar oom de hulpdiensten niet kon bereiken en overleed aan hartfalen. Hierna contacteerde Van Ombergen de Federale Overheidsdienst Binnenlandse Zaken en het kabinet van minister Jan Jambon. Na een ontmoeting met de minister werd voorgesteld om een speciaal tijdelijk noodnummer te voorzien in geval van rampen zoals noodweer. Op 1 augustus 2017 werd het nieuwe noodnummer 1722 gebruiksklaar gemaakt om het nummer 112 bij noodweer te ontlasten voor minder dringende zaken zoals stormschade en wateroverlast.

## Erkenning
- 2016: Young Researcher Award van het Europees Ruimteagentschap
- 2016: Amelia Earhart fellowship van Zonta International voor het academiejaar 2016-2017[5]
- 2017: Gust Bouwen prijs voor Wetenschapscommunicatie[6]
- 2018: jaaronderscheiding van de Koninklijke Vlaamse Academie van België voor Wetenschappen en Kunsten[7]
- 2018: nominatie in de Top 25 Wetenschapstalent[8]
- 2018: Vlaamse PhD Cup[9]
- 2019: in februari op de  Forbes '30 Under 30' in de categorie ‘wetenschappen en gezondheid'
- 2020: in september interview bij Zwijgen is geen optie

- Gemeinsame Normdatei: 1196849102
- International Standard Name Identifier: 0000 0004 6463 378X
- Nederlandse Thesaurus van Auteursnamen: 416864511
- ORCID: 0000-0002-3977-4279
- Virtual International Authority File: 67152138530310980456